# 天文単位
天文単位（てんもんたんい、英: astronomical unit、記号: au）は、長さの単位で、定義定数であり、正確に 149597870700 m である。非SI単位であるが2014年3月にSI併用単位（SI単位と併用できる非SI単位）に位置づけられた。地球と太陽の平均距離に由来し、主として天文学で用いられる。

## 単位記号
天文単位の単位記号は、au である。
2014年3月以前のSIにおける単位記号は ua であった。このため、JIS Z 8000-3:2014 (ISO 80000-3:2006)「量及び単位ー第3部：空間及び時間」も、2014年のBIPMの決定以前のJIS規格であり、ua を用いている。
これら以外にも 2014年以前の文献には、a.u. といった表記もみられる。また各国語の表記に基づいた略号が用いられることも多く、例えばドイツ語では AE の略号が用いられる。

## 由来
天文単位は、地球と太陽との平均距離に由来している。すなわち、太陽からのニュートン的重力のみを受けガウス年を周期として円運動するテスト粒子の軌道半径に由来するものである。太陽系内の惑星などの天体間の距離を表すために広く用いられており、太陽系内の天体の運動を表す天体暦においては、その基礎となる天文単位系で長さの単位となる重要なものである。
地球（より正確には、地球と月を「自転する一つの質量体」と捉えた際の重心）の公転軌道は完全な円ではなく、楕円形をしている。このため、当初「地球軌道の軌道長半径（楕円の長径の半分）」とされた。

## 定義の変遷

### 1976年の定義
1976年のIAU総会において、地球軌道の実測値から日心重力定数 GMs に基づき算出される値として定義づけられた。すなわち、万有引力定数 G と太陽質量 Ms との積（万有引力定数#万有引力定数と質量の積）である日心重力定数の 1/3 乗（3 乗根）に比例する値 A として、
{\displaystyle A^{3}=\left({\frac {D}{k}}\right)^{2}GMs}
と定められた。
ここで k はガウス引力定数と呼ばれる定義定数（実測値ではなく、約束事として決められた固有の値）で k = 0.01720209895 である。また D は 1 日の時間の長さ（86400 s）を表す。
これは、地球の替わりに「仮想的な粒子」（以下テスト粒子）を置いて、その運動を基準としていると解釈できる。いま、テスト粒子が太陽からのニュートン力学的な重力以外の力を受けず、重さは無視でき、その軌道は完全に円であるとする。この時テスト粒子は、太陽に近ければ強い力を受けて速く公転し、遠ければ弱い力を受けてゆっくりと公転する。そうした軌道のうち、公転周期 P が P = (2π/k) D = 365.2568983... × D となる円軌道の半径が 1 天文単位となる。
このとき k の値はテスト粒子が動く角速度をラジアン/日単位で表しており、上式はケプラーの第3法則の関係 A3 (2π/P)2 = GMs に他ならない。この公転周期 P はガウス年と呼ばれ、地球の実際の公転周期である恒星年に近いものとなるよう定められているため、結果としてこの定義においても天文単位は地球と太陽の平均距離に近いものとなる。
こうした定義の変更により、地球の軌道長半径は 1 au ではなくなった。現在の暦で地球の軌道を楕円軌道として近似したときの値はおよそ 1.00000261 au となる。

### 2012年7月まで
実測値に基づく定義が、天体暦の構築にともなって行われてきた。IAUの2009年天文定数によると、A の値は
{\displaystyle A=1\;{\mbox{AU}}=149\;597\;870\;700(3)\;{\mbox{m}}=1.495\;978\;707\;00(3)\times 10^{11}\;{\mbox{m}}}
と与えられている。括弧内の数字は最後の桁を単位とする標準不確かさを表す。
天体暦では、力学法則にもとづく理論的計算値が、太陽系内の天体のさまざまな観測データを最もよく説明できるように、惑星の質量（太陽質量 Ms に対する質量比）や太陽の扁平率などの天文定数を同時に決定する。天文単位の大きさ A の決定もこのとき同時に行われる。実質的には、メートルと天文単位との関係づけに最も影響を及ぼすものは近距離の惑星のレーダー測定による観測データであり、このとき暦が理論的に予測する惑星表面までの天文単位距離 rtheo と電波が片道で要する時間の測定値 tobs とは、
{\displaystyle A={\frac {c\,t_{\mathrm {obs} }}{r_{\mathrm {theo} }}}}
の関係で結ばれることになる。ただし、c は真空中の光速度を表す。

### IAUの決議とSIの定義
国際度量衡委員会 (CIPM) は2014年3月に、下記の国際天文学連合（IAU）総会の決議に基づき、天文単位を「国際単位系 (SI) 単位と併用される非SI単位」（SI併用単位）に位置づけ、その値を正式に149597870700 m とした。これにより、天文単位は分・時・日、度・分・秒、ヘクタール、リットル、トン・ダルトン、電子ボルト、ネーパ・ベル・デシベルと並ぶ、「SIと併用される非SI単位」となった。

#### IAUの決議
2012年8月の第28回IAU総会決議B2は次のように推奨した。
- 天文単位の値を、正確に 149597870700 m とする（従来の ±3 m の誤差はなくなった）。
- 上記の値は、すべての時刻系（TCB, TDB, TCG, TTを含めて）において適用される。
- ガウス引力定数 k は、天文定数系から削除される。
- 日心重力定数 GMs の値は、観測によって決定される。
- 天文単位の記号は、唯一「au」のみを用いる。

以前は、天文単位は、SI併用単位（ただし数値が実験的に得られるもの）との位置づけであったが、この2012年の決議により、天文単位は定義定数となり、2014年以降の国際単位系の国際文書において、SI併用単位となった。

## 天文単位の意義
太陽系内の惑星や彗星などの天体間の距離は天文単位を用いることで、概して扱いやすい大きさの値で表すことができる。
例えば、火星が最も地球に接近するときの両者の距離は 0.37 au ほどであり、土星までは太陽からおよそ 9.5 au、最も遠い惑星の海王星までは太陽からおよそ 30 au となる。およそ 30 au から 100 au の範囲には冥王星を始めとする太陽系外縁天体が分布しているが、セドナは遠日点が 1000 au 近くにまで及ぶ。
太陽系の外縁であり彗星のふるさとと思われているオールトの雲は数万天文単位あたりに広がっていると想定されており、通常このあたりが天文単位が用いられる限界である。恒星間の距離を表すためにはパーセクや光年が用いられる。太陽系に最も近い恒星であるプロキシマ・ケンタウリまでの4.2光年を天文単位で表すと、約270000 au と桁が大きくなる。
また、地球から太陽までの実際の距離は1年の内におよそ 0.983 – 1.017 au の範囲で変化する。
|      | メートル（SI単位） | 天文単位        | 光年            | パーセク        |
| ---- | ------------------ | --------------- | --------------- | --------------- |
| 1 m  | = 1                | ≈ 6.68459×10−12 | ≈ 1.05700×10−16 | ≈ 3.24078×10−17 |
| 1 au | ≈ 1.49598×1011     | = 1             | ≈ 1.58125×10−5  | ≈ 4.84814×10−6  |
| 1 ly | ≈ 9.46073×1015     | ≈ 6.32411×104   | = 1             | ≈ 3.06601×10−1  |
| 1 pc | ≈ 3.08568×1016     | ≈ 2.06265×105   | ≈ 3.26156       | = 1             |

### 太陽系のものさし

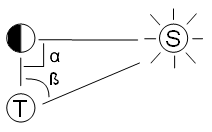
アリスタルコスは月がちょうど半月に見えるときの地球 T から見た太陽 S と月のなす角 β を測定することによって、太陽までの距離と月までの距離の比を求めた。この比を求めるためには、地上の単位は必要としない。

紀元前3世紀にアリスタルコスは、たくみな推論と観測により太陽は月の 18 – 20 倍遠くにあると結論した。観測精度が悪くその値は実際とは大きく異なったものであったが、その幾何学的な推論は正しいものであった。こうした比だけからは天体までの具体的な距離を知ることはできない。しかし、太陽までの距離を天体の「ものさし」、天文単位、として長さの単位とみなすなら、アリスタルコスは地上のものさしに頼ることなく月までの距離を天文単位で初めて科学的に求めたことになる。
17世紀のケプラーもまた観測データと幾何的関係を用い、試行錯誤と複雑な計算を繰り返しながら地球の軌道に対する火星の軌道をほぼ正しく再構成して見せた。ケプラーの努力によって惑星の間の運動の相対的関係がよく記述できるようになり、ほどなくニュートン力学によってその背後の力学的仕組みも明らかとなった。仕組みが知られることによってケプラー的な運動との細かな食い違いを知ることもできるようになり、その後数世紀かけて天体力学は驚くほどの成功を収めることになった。
こうして惑星の動きは精密に予測できるようになったものの、一体それらの天体が地球からどの程度離れているかや、太陽や地球がどの程度の質量をもつのかをメートルやキログラムのような我々が地上で使っている馴染み深い単位を使って精度よく知るのにはやはり困難が伴った。しかし、その具体的な値を精度よく知る必要もなかった。アリスタルコスと同様に、地上のものさしに頼らなくても、太陽系そのものを基準とすれば、すなわち、メートルの代わりに天文単位を、キログラムの代わりに太陽質量を用いさえすれば惑星の動きは非常に正確に測定でき予測も可能であった。例えば、19世紀前半に天文学者たちが角度の1分（1度の 1/60）に満たない天王星の位置の予測とのずれに頭を悩ませていたときも、それは惑星の質量やそこまでの距離が日常の単位でどれだけであるかということとは無関係の問題であり、天文学者はそのずれの原因として海王星を発見することができた。よって、天文学にとって長さの単位として天文単位のような地上とは違う単位を用いるのは自然なことでもあり必然でもあった。ここに天文単位が天文学で用いられてきた第一の意義がある。

### ガウスの天文単位系
太陽系内の運動を精度よく記述するためには地上とは違う単位が必要だという要請の元、1809年、ガウスは、地球の軌道長半径を長さの単位 A、太陽質量を質量の単位 S、地球の1日を時間の単位 D とする単位系を与え、太陽系の運動を記述する基礎とした。このとき導入されたガウス引力定数 k はこの単位系で表した万有引力定数の平方根となるとともに、1日あたり地球が太陽をめぐる平均角をラジアン単位で表すことになった。この単位系が1938年に国際天文学連合による天文単位系と天文単位の概念に直接引き継がれた。天文単位系では、長さの天文単位 A のほかに太陽質量 S を質量の天文単位、1日の時間の長さ D、すなわち 24×60×60 s = 86400 s を時間の天文単位と呼ぶ。ただし普通は質量と時間の天文単位が天文単位の名で参照されることはなく、単に天文単位という場合には長さの天文単位を指す。

### 距離の梯子
天文単位は太陽系だけでなく、より遠くの恒星までの距離を定める長さの基準のひとつともなった。距離を測るための最も単純明快な方法は、異なる2地点から対象を観測し、その方向の差（視差）と2点間の距離とから、三角形の幾何学を用いて対象までの距離を決めるという三角測量の方法である。天文学では比較的近い距離にある恒星までの距離を測る方法としてこの方法を用いる。同じ恒星を地球から1年間続けて観測すると、地球の位置が変わるため、より遠方にある背景の天体に対して対象の恒星の位置が動いて見える（年周視差）。この恒星の見かけの動きの最大の角度は地球の軌道の大きさと恒星までの距離で決まり、地球の軌道の大きさにほぼ対応する天文単位を用いて星までの距離を測ることができる。この関係を用いて恒星までの距離の単位として用いられるパーセクが定義されている。
しかし、年周視差から距離を求めることができるのは近距離の天体に限られるため、より遠い距離を測るには様々な別の方法を使うことになる。その際、それぞれの手法が使える距離範囲はやはり限定されているため、年周視差で測れない距離は A という別の方法で、A で測れない距離は B の方法で、B で測れない距離は C の方法で、というように、別々の方法を用いていた。こうした方法は測定技術が向上するとともに梯子（はしご）の段のようにそれぞれの手法を「つないで」遠方の距離を決めていくことができるようになった。この梯子の一段目に当たるのが地球の軌道の大きさである。（詳細は「宇宙の距離梯子」を参照）

### 薄れた意義
万有引力定数 G の不確かさから太陽質量 Ms そのものは太陽系の質量の単位としての座を明け渡す気配はないものの、現代では長さの単位に関しては地上と天体の梯子の段はひとつにまとまりつつある。1960年代以降、太陽系の惑星や月までの距離をレーダーやレーザー、VLBI を用いて直接に測定するという新しい観測技術が出現した。これら電磁波の「ものさし」の登場によって地上の単位系の長さと太陽系の単位系の長さは今や 1 m 以下の精度で結び付けられるようになった。これに伴って天文単位の永年変化のような、従来ほとんど無視しうるほどのものであった影響が現実問題になりつつある。こうしたときに、太陽質量 Ms の値が天体の運動だけでなく「ものさし」であるべき天文単位にも影響するという定義はメリットに乏しく、天文単位の大きさをメートルに対して固定するといった定義の見直しが避けられないという声があがっていた。これを受けて、国際天文学連合は2012年の新たな定義で、天文単位をメートルに対して固定した値として定めることとなった。これとともに、天文単位は観測によって決定される値ではなくなった。

## 値の永年変化と増大の謎
| 天文単位系では惑星の動きが力学法則に従っているのに、レーダー観測では惑星は遠ざかっているというデータが得られており、メートルに対して天文単位が増加しているようにみえる。 この現象はどう説明するのか？ |

2012年以前の定義においては、天文単位の定義が太陽質量 Ms に依存するため、太陽の質量の変化とともに天文単位の値は変化しえた。太陽は核融合により質量の一部をエネルギーに変えて、やがて電磁波として放射し、また大気を太陽風として放出するので、1年あたりおよそ10兆分の1の比率で質量を失っていると見積もられている。こうした減少はそのまま太陽からの重力の減少を意味し、すべての惑星の軌道半径と公転周期を増加させる。一方、それまでの天文単位の仮想的なテスト粒子はガウス年という一定の公転周期が保障されると定義されているため、重力の減少とともに粒子は内側の軌道を取らねばならず、天文単位の大きさ A が太陽質量 Ms の3乗根に比例するため、質量の減少の比率の 1/3 の比率で天文単位の大きさは減少する。この天文単位の大きさの減少は理論上100年あたり 0.4 m ほどに相当するとされる。
しかし、2004年にロシアのクラシンスキーとブルンベルクは、測定された天文単位の値が実際には100年あたり 15 ± 4 m の割合で増大しているとみられることを報告した。その後、類似の増大は天体暦の専門家であるアメリカのスタンディッシュやロシアのピチェーヴァによっても確認された。
この謎は2010年現在原因不明であり、またその意味するところも把握しにくい。クラシンスキーらの報告はレーダーなどを用いた火星、金星、水星などの距離測定により得られたメートルと天文単位の関係のデータの蓄積から明らかになってきたものである。レーダーでの距離計測は、電波の往復時間を精密に測定することで行われるので、問題は、天体暦から予測されるこの往復時間の非常にゆっくりとした増大と捉えられ、レーダー観測によるメートル単位では惑星軌道が拡大しているように見える。一方で、惑星の動き自体は天文単位系で表される天体暦とよく一致しており、天文単位でみれば惑星の軌道も運動も拡大を示していない。このため、奇妙にも天文単位がメートルに対して極めてゆっくりと拡大していると表現されることになった。これまでに太陽質量や万有引力定数の変化、宇宙膨張の影響などが検討されてきたが、いずれもその効果はあったとしても十分小さいと考えられており、満足な説明には至っていない。原因についてさまざまな議論が継続しており、弘前大学の三浦らは惑星の距離の増大が、太陽との潮汐摩擦のためではないかと提案している。これは地球の潮汐により月の軌道が遠ざかることと類似した機構である。

## 天体の距離の探求

### 古代ギリシアとアラビア
太陽や月までの距離を知る試みは古代ギリシア時代から行われてきたが、天上の単位と地上の単位とを結びつけることは容易ではなかった。太陽と月との距離の比を求めたアリスタルコスも、それらの日常の単位での値を得ていない。
プトレマイオス（トレミー）とパップスは、紀元前2世紀のギリシアのヒッパルコスが日食の見え方が各地で異なることを利用して地球の半径を基準とした月や太陽までの距離を見積もっていたことに言及している。ヒッパルコスが求めた太陽までの距離は地球半径の 490 倍以上というものであった（実際の値は約 23500 倍）。ヒッパルコスの著作そのものは現存しておらず、その具体的な算出方法は伝えられていないが、断片的言及から現在ではその巧妙な幾何学的方法がほぼ再構築されている。
やはりその著作は失われているが、クレオメデスによれば、ポセイドニオスも紀元前90年ごろに月と太陽までの距離を評価している。ポセイドニオスは地球の影を円柱だと考え、月食の影の大きさから月が地球の半分の直径をもつとした。さらに月の見かけの大きさと、知られていた地球の大きさから地上の単位で月までの距離を見積もった。その5百万スタディオンという値は、実際より 2.1 – 2.6 倍過大であった。これは地球の影を円錐だと考えず、月を実際のおよそ2倍の大きさだと見積もったことによる。一方で太陽までの距離の見積もりは根拠に乏しい推測的なものにとどまっている。
2世紀のプトレマイオスは『アルマゲスト』の中で、天球に囲まれた天動説にもとづく詳細な宇宙像を構築した。プトレマイオスはアリスタルコスやヒッパルコスの観測と幾何学的推論、さらに独自の推測をまじえて、太陽や月のみならず、惑星までの距離を見積もっている。そこでは例えば、月の平均距離が地球半径の 48 倍、太陽が 1210 倍、土星が 17026 倍などとされた。こうして確立された宇宙像はギリシアとヘレニズム文化を継承したアラビアへと伝わった。中でも9世紀の天文学者アル＝バッターニーはプトレマイオスの宇宙像を詳細に研究し、太陽の平均距離が 1108 倍などとしている。これらの宇宙像はその後ヨーロッパへと伝わり、中世にかけて大きな権威をもつものとみなされることになった。

### 太陽までの距離の観測の年表
スロベニア語版 Astronomska enota の一部を日本語化したものである。
| 太陽までの平均距離* （地球の軌道長半径）                        | 観測年           | 観測者                                            | 観測方法             | 出典 |
| --------------------------------------------------------------- | ---------------- | ------------------------------------------------- | -------------------- | ---- |
| 月の18 – 20倍                                                   | 紀元前265年?     | アリスタルコス                                    | 月の離角から         | [a]  |
| 490 地球半径以上                                                | 紀元前136年?     | ヒッパルコス                                      | 日食の観測から       | [a]  |
| 1210 地球半径                                                   | 150年?           | プトレマイオス                                    | 複合的な幾何学的方法 | [a]  |
| 1108 地球半径                                                   | 890年頃          | アル＝バッターニー                                | プトレマイオスの検証 | [a]  |
| 87.7                                                            | 1630年頃         | ゴドフロイ・ウェンデリン                          | アリスタルコスの方法 | ?    |
| 93.8                                                            | 1639年           | エレミア・ホロックス                              | 金星の太陽面通過     | ?    |
| 40                                                              | 1665年           | ジョヴァンニ・バッティスタ・リッチョーリ          |                      | ?    |
| 109.8                                                           | 1672年           | ジョヴァンニ・カッシーニ                          |                      | ?    |
| 138.4                                                           | 1672年           | ジョヴァンニ・カッシーニ ジョン・フラムスティード |                      | ?    |
|                                                                 | 1716年           | エドモンド・ハレー                                |                      | ?    |
| 138.5 (129.2)                                                   | 1752年（1751年） | ニコラ・ルイ・ド・ラカーユ                        |                      | ?    |
| 153.1(?)                                                        | 1761年           | ジェームズ・ショート                              |                      | ?    |
| 152.500                                                         | 1825年           | ヨハン・フランツ・エンケ                          |                      | ?    |
| 149.50                                                          | 1862年           | レオン・フーコー                                  |                      | ?    |
| 146.83 147.32                                                   | 1862年           |                                                   |                      | ?    |
| 147.49                                                          | 1863年           | ペーター・ハンゼン                                |                      | ?    |
| 147,00                                                          | 1863年           | ユルバン・ルヴェリエ                              |                      | ?    |
| 148.990 153.5 ± 6.65                                            | 1864年           | カール・ポワルキー                                |                      | ?    |
|                                                                 | 1874年           | ジョージ・エアリー デービッド・ギル               |                      | ?    |
| 149.84                                                          | 1877年           | ディビッド・ギル                                  |                      | ?    |
| 149.50±0.17                                                     | 1879年           | アルバート・マイケルソン サイモン・ニューカム     |                      | ?    |
| 150.184±0.686 148.179±2.002                                     | 1882年           | ジョージ・エアリーら                              |                      | ?    |
|                                                                 | 1889年           | デービッド・ギル                                  |                      | ?    |
| 149.670                                                         | 1895年           | サイモン・ニューカム                              |                      | ?    |
| 149.500 ± 0.050                                                 | 1896年           | IAU                                               |                      | ?    |
| 149.464                                                         | 1901年           | デービッド・ギル                                  |                      | ?    |
| 149.397 ± 0.016                                                 | 1901年           | アーサー・ヒンクス                                |                      | ?    |
|                                                                 | 1912年           | S. S. Hug                                         |                      | ?    |
| 149.413                                                         | 1924年           | ハロルド・スペンサー＝ジョーンズ                  |                      | ?    |
| 149.447                                                         | 1927年           | ウィレム・ド・ジッター                            |                      | ?    |
| 149.462 ± 0.060                                                 | 1928年           | ハロルド・スペンサー＝ジョーンズ                  |                      | ?    |
| 149.566 ± 0.034                                                 | 1929年           | ハロルド・スペンサー＝ジョーンズ                  |                      | ?    |
| 149.668 ± 0.017                                                 | 1931年           | ハロルド・スペンサー＝ジョーンズ                  |                      | ?    |
| 149.549 ± 0.221                                                 | 1911年–1936年    | グリニッジ天文台                                  |                      | ?    |
| 149.453                                                         | 1938年           | ウィレム・ド・ジッター                            |                      | ?    |
| 149.422 ± 0.119                                                 | 1941年           | ウォルター・シドニー・アダムズ                    |                      | ?    |
| 149.670                                                         | 1948年           | ジェラルド・クレメンス                            |                      | ?    |
| 149.550 ± 0.014                                                 | 1960年           |                                                   | パイオニア 5         | ?    |
| 149.592 ± 0.006                                                 | 1961年           |                                                   | 電波観測             | ?    |
| 149.674 ± 0.017                                                 | 1964年           |                                                   |                      | ?    |
| 149.600                                                         | 1964年           | IAU                                               |                      | ?    |
| 149.598 ± 0.000 680                                             |                  |                                                   | 電波観測             | ?    |
| * 断りのないものは100万 km (109 m) 単位 [a] - Van Helden (1985) |                  |                                                   |                      |      |

#### 符号位置
| 記号 | Unicode | JIS X 0213 | 文字参照          | 名称      |
| ---- | ------- | ---------- | ----------------- | --------- |
| ㍳   | U+3373  | -          | &#x3373; &#13171; | SQUARE AU |

2014年以降の国際単位系における単位記号は、au であるが、Unicode における記号は AU のままである。